# Orasema delhiensis
Orasema delhiensis är en stekelart som beskrevs av T.C. Narendran och Girish Kumar 2005. Orasema delhiensis ingår i släktet Orasema och familjen Eucharitidae. Inga underarter finns listade i Catalogue of Life.